# Donji imbrij
U mjesečevoj geološkoj kronologiji, epoha donjeg imbrija odnosi se na vremenski raspon od prije 3850 do otprilike 3800 milijuna godina. Meteorski krateri koji su stvorili bazen Imbrijskog mora pojavili su se početkom epohe i predstavljaju razdoblje tijekom kojeg su se pojavili noviji veliki bazeni. Oni ispunjeni bazaltom pojavili su se uglavnom nakon gornjeg imbrija. Period prije donjeg imbrija naziva se nektarij.
S obzirom na to da su svi geološki nalazi iz istog razdoblja na Zemlji iščezli, koristi se kao neslužbeno razdoblje Hadijskog eona. Slični su se događaji van svake sumnje zbivali na Zemlji jer je bitno veća i masivnija od Mjeseca.